# ماریانه هوپه
ماریانه هوپه (انگلیسی: Marianne Hoppe؛ ۲۶ آوریل ۱۹۰۹ – ۲۳ اکتبر ۲۰۰۲) یک هنرپیشه اهل آلمان بود.
از فیلم‌ها یا برنامه‌های تلویزیونی که وی در آن نقش داشته است می‌توان به حرکت اشتباه اشاره کرد.